# Durllabhganj
Durllabhganj là một thị trấn thống kê (census town) của quận Medinipur thuộc bang Tây Bengal, Ấn Độ.

## Nhân khẩu
Theo điều tra dân số năm 2001 của Ấn Độ, Durllabhganj có dân số 6129 người. Phái nam chiếm 52% tổng số dân và phái nữ chiếm 48%. Durllabhganj có tỷ lệ 79% biết đọc biết viết, cao hơn tỷ lệ trung bình toàn quốc là 59,5%: tỷ lệ cho phái nam là 82%, và tỷ lệ cho phái nữ là 75%. Tại Durllabhganj, 12% dân số nhỏ hơn 6 tuổi.